# Onambango
Onambango est une localité située dans la région d’Ondonga, dans la région d’Oshana en Namibie, près de la ville d’Ondangua. Le village est actuellement le siège de la maison royale d’Ondonga sous le règne du roi Fillemon Shuumbwa Nangolo,.